# القاصرات (مسلسل)
القاصرات، مسلسل تلفزيوني مصري. للكتابة سماح الحريري وللمخرج مجدي أبو عميرة، عرض عام 2013، وتدور أحداث المسلسل حول زواج الفتيات بسن مبكر.

## قصة المسلسل
يرصد المسلسل قصة "عبد القوي" التاجر بالصعيد الذي يهوى الزواج من القاصرات ونرى كيف يشتري الرجل المسن الفتاة الصغيرة بماله من أهلها الفقراء لتعيش حياة قاسية تضطر فيها الطفلة على مجاراة رجل تجاوز الستين من عمره انتهك طفولتها وبراءتها.
تعيش معه أخته الأرملة الشابة التي تزوجت طفلة هي الأخرى من رجل عجوز وكبتت انوثتها وتعيش الآن قهر نفسي وجنسي لنرى فيها مستقبل الفتيات اللاتي تزوجهن أخيها. ونرى كيف أنساه الزواج من الفتيات أولاده الذكور الذي أنجبهم من زمن وأصبحوا شباب الآن لا يلتفت إليهم، كما يعرض العمل رأي الدين ورأي العلم في زواج القاصرات من خلال شخصية أخيه الأكبر رجل الدين وطبيب شاب يعمل بالوحدة الصحية بالقرية.
العمل أيضا ينقد زواج الشيوخ من القاصرات ويعرض آثار هذه الزيجات السيئة على الفتيات نفسيا وجسمانيا وعاطفيا.

## بطولة
| بطولة - صلاح السعدني: (عبد القوي) - داليا البحيري:(عطر) - ياسر جلال - نهال عنبر - عايدة رياض - خالد محمود - لقاء سويدان - جيهان قمري - أحمد الشافعي - محمد عبد الجواد - عزة مجاهد الفنانون الكبار - رشوان توفيق - سميرة عبد العزيز:(عطيات) - جمال إسماعيل - فايق عزب نجوم الشباب - حسام الجندي - هيثم محمد - حسام شعبان - حمادة بركات - أحمد جمال سعيد - مصطفى جاد | القاصرات - منة عرفة - ملك أحمد زاهر - مي الغيطي: (بياضة / زوجة عبد القوي) - حنان عادل - نوران جاد - آية رمضان: (ورد / ابنة عطر) ضيوف الحلقات - سلوى عثمان - شمس - محمد مرزبان - سماح السعيد - عبير منير - كريم أبو زيد - كريم الحسيني - سيد صادق - صبحي خليل - محمد فريد - منير مكرم - نادية سلامة - يسرية السيد | بالإشتراك مع - وحيد السنباطي - أحمد كامل - نادية العراقية - طارق ريحان - كمال سليمان - شريف الغريب - جمال يوسف - محمد المهندس - عفاف مصطفى - راضي غانم - يحيى زكريا - أحمد إسماعيل - رنا علي - مهرة - محمد عبدالحليم - مصطفى أبو سريع - أحمد عصمت - علا عبدالباقي - انتصار حسن - هالة هاشم - صلاح الحسيني - محمود عزت - سمير رامي - عمرو صحصاح - شيماء نصار - طاهر بدر |

إشترك في التمثيل: طارق عبد الله - أدهم زينهم - محمد عجمي - يحيي خضر - محمد قشطة - أحمد عبد الحميد - صباح عبد العزيز - استر حنا - اشرف عبد الفضيل - منى مازن - عاطف سعيد - علي جمال الدين - محمد محمود - ناديه عباس - عبد اللطيف محمود - عادل شعيب - عادل عفيفي - محمد حسين - مصطفى رشاد - صباح شحاتة - وائل الطيب - ماهر الفيومي - عصام الغنام - حسين محمود
الأطفال: نوران عبيس - سارة أيمن: (طفلة) - منة حسام